# Pumping (My Heart)
"Pumping (My Heart)" je rocková píseň, kterou napsali tři členové hudební skupiny Patti Smith Group, a to Patti Smith, Ivan Král a Jay Dee Daugherty v roce 1976. Píseň vyšla na albu Radio Ethiopia v roce 1976.